# لمبادة

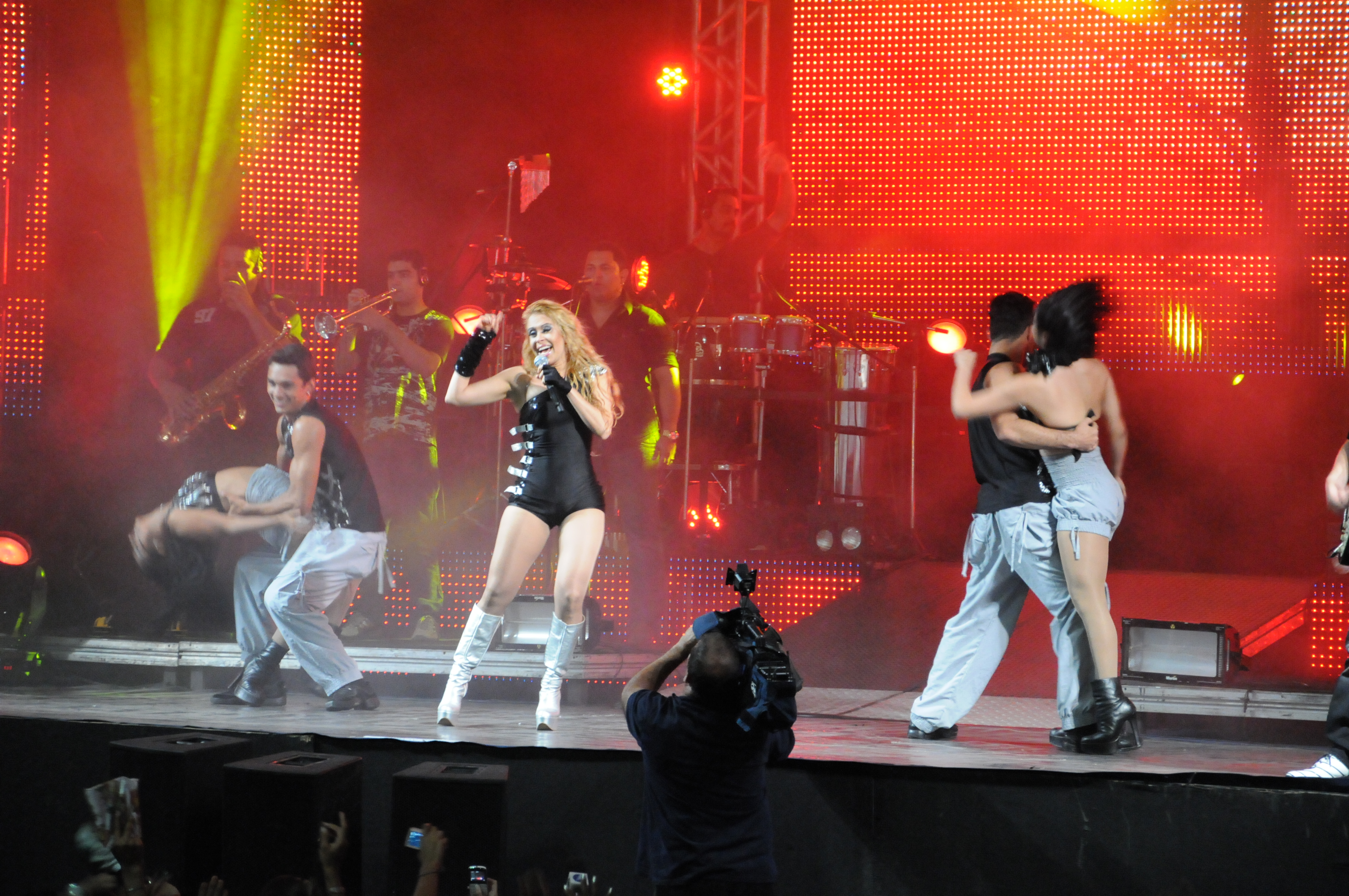

اللَّمْبَادة هي رقصة من ولاية بارة في البرازيل. أصبحت الرقصة ذات شعبية دولية لفترة وجيزة في الثمانينيات خاصة في الفلبين أمريكة اللاتينية ودول الكاريبي. وقد اعتمدت جوانب من الرقصات مثل forró و السلسة و Merengue و maxixe و carimbó و Bolivian saya.